# Нибро
Нибро (швед. Nybro) град је у Шведској, у југоисточном делу државе. Град је у оквиру Калмарског округа, где је четврти град по величини. Оскархавн је истовремено и седиште истоимене општине.

## Природни услови
Град Нибро се налази у југоисточном делу Шведске и Скандинавског полуострва. Од главног града државе, Стокхолма, град је удаљен 430 км јужно.
Нибро се сместио близу западне обале Балтичког мора. Град се налази у брежуљкастом подручју. Надморска висина градског подручја је око 85 м.

## Историја
Подручје Ниброа било је насељено још у време праисторије. Међутим данашње насеље је релативно младо, јер је основано у 19. веку, а тек 1865. године постало и званично насеље. 1932. године насеље је добило и градска права.
Нибро се брзо развијао од друге половине 19. века са доласком индустрије и железнице. Ово благостање траје и дан-данас.

## Становништво
Нибро има око 13.000 становника (податак из 2010. г.), а градско подручје, тј. истоимена општина има око 20.000 становника (податак из 2010. г.). Последњих деценија број становника у граду стагнира.
Већина становништва су етнички Швеђани, а поред њих живи и мањи број скорашњих усељеника из свих делова света.

## Привреда
Данас је Нибро савремени индустријски град са посебно развијеном индустријом (обрада дрвета, производња стакла). Последње две деценије посебно се развијају трговина, услуге и туризам.